# Kraszewo (gromada w powiecie lidzbarskim)
Kraszewo – dawna gromada, czyli najmniejsza jednostka podziału terytorialnego Polskiej Rzeczypospolitej Ludowej w latach 1954–1972.
Gromady, z gromadzkimi radami narodowymi (GRN) jako organami władzy najniższego stopnia na wsi, funkcjonowały od reformy reorganizującej administrację wiejską przeprowadzonej jesienią 1954 do momentu ich zniesienia z dniem 1 stycznia 1973, tym samym wypierając organizację gminną w latach 1954–1972.
Gromadę Kraszewo z siedzibą GRN w Kraszewie utworzono – jako jedną z 8759 gromad na obszarze Polski – w powiecie lidzbarskim w woj. olsztyńskim na mocy uchwały nr 16 WRN w Olsztynie z dnia 4 października 1954. W skład jednostki weszły obszary dotychczasowych gromad Kraszewo, Miłogórze i Chełm ze zniesionej gminy Kłębowo, obszar dotychczasowej gromady Nowosady ze zniesionej gminy Lidzbark Warmiński oraz osiedle Pilnik o łącznej powierzchni 820 ha z miasta Lidzbarka Warmińskiego w tymże powiecie. Dla gromady ustalono 12 członków gromadzkiej rady narodowej.
1 stycznia 1958 z gromady Kraszewo wyłączono PGR Pilnik, włączając je do nowo utworzonej gromady Lidzbark Warmiński w tymże powiecie.
1 stycznia 1960 do gromady Kraszewo włączono wieś Pomorowo, PGR Wróblik i osadę Gajnica ze zniesionej gromady Łaniewo, a także wsie Kochanówka i Stryjkowo oraz osady Przejazd, Swajnic i Młyn Przejazd ze zniesionej gromady Kochanówka – w tymże powiecie.
Gromada przetrwała do końca 1972 roku, czyli do kolejnej reformy gminnej.